# Kelemen Barnabás
Kelemen Barnabás (Budapest, 1978. június 12.–) Kossuth- és Liszt Ferenc-díjas magyar hegedűművész, brácsaművész, karmester. A Kelemen Kvartett alapítója, a Fesztivál Akadémia Budapest alapító művészeti vezetője.

## Élete
Édesapja Kelemen Pál (* Hobol, 1945) gordonkaművész, a Liszt Ferenc Kamarazenekar egyik alapító tagja, édesanyja Pertis Zsuzsa csembalóművész. Apai nagyszülei Pertis Pali cigányprímás, és Gosztonyi Jolán énektanár voltak. Apai dédszülei Gosztonyi Dezső (1877–1942), MÁV főtanácsos, és Pornói Jolán voltak.
Tanulmányait 1984-ben, Baranyai Valériánál kezdte, majd öt év múlva felvételt nyert a Zeneakadémia kiemelt tehetségek tagozatára, Perényi Eszter osztályába. Diplomáját ugyanitt, 2001-ben szerezte meg. Privát növendékként nagy hatást gyakoroltak rá további tanárai: Isaac Stern (1994-2001), Rados Ferenc (1995-) Kocsis Zoltán (1999-2016) és Kurtág György (1998-). Vezényelni magánúton tanult a finn karmesteriskola két meghatározó alakjától 2004-2009-ig, Leif Segerstamtől és Jorma Panulától. 2003-tól a Liszt Ferenc Zeneakadémia tanára, és az amerikai bloomingtoni egyetem állandó vendégprofesszora. 2013-2022 között a Kölni Egyetem, 2022 óta a Firenze Fiesole, 2024 óta a grazi Kunst Universität professzora.

## Karrierje
Kelemen Barnabás repertoárja széles skálát ölel fel, a barokk zenétől kezdve a klasszikus és romantikus műveken át a 20. századi és kortárs darabokig. Számos modern szerző, köztük Kurtág György, Ligeti György, Alfred Schnittke, Arvo Pärt. Sofia Gubaidulina, Steve Reich és Ryan Wigglesworth műveinek ősbemutaója és magyarországi premierje is a nevéhez fűződik.
Nemzetközi szinten is aktív szólista, rendszeresen fellép rangos koncerthelyszíneken, többek között a Carnegie Hallban, a Concertgebouw-ban, a Palais de Beaux Arts-ban és a Suntory Hallban. Szólistaként olyan zenekarokkal működött együtt, mint a BBC Szimfonikusok és a Nemzeti Filharmonikus Zenekar, valamint számos más nemzetközi együttes.
Pályafutása során olyan neves karmesterekkel dolgozott együtt, mint Vladimir Jurowski, Kocsis Zoltán, Eötvös Péter és Fischer Iván. Emellett karmesterként is tevékenykedik, vezényelte többek között a Nemzeti Filharmonikus Zenekart is.
Kamarazenészként olyan művészekkel játszott együtt, mint Kocsis Zoltán, Vilde Frang, Joshua Bell, Alina Ibragimova, Rados Ferenc, Nicolas Altstaedt, José Gallardo vagy Andreas Ottensamer olyan rangos fesztiválokon, mint az Edinburgh, Jerusalem és az Ittingen, Lockenhaus.
Lemezfelvételei között megtalálhatók Bartók Béla összes hegedűre írt művei, amelyek közül több rangos nemzetközi elismerésben részesült. 2013-ban a Bartók-hegedűszonátákat tartalmazó albuma elnyerte a Gramophone „Év lemeze” díját, 2020-ban pedig Bartók Zongoraötösének felvételéért ismét hasonló elismerésben részesült, valamint megkapta a BBC Music Magazine díját is. Brahms hegedű-zongora szonátáinak felvétele Vásáry Tamással elnyerte a francia „Diapason d’Or” díjat, míg Liszt Ferenc összes hegedűre és zongorára írt művének dupla lemezéért Bogányi Gergellyel a Nemzetközi Liszt Ferenc Társaság „Nagylemez-díját” kapta meg.
A világ rangos nemzetközi zenei versenyeinek zsűrijébe kap meghívást, mint például a Bartók Világverseny.
Emellett Kokas Katalinnal közösen alapította és művészeti vezetőként irányítja a Fesztivál Akadémia Budapest kamarazenei fesztivált.

## Hangszerei
2002-től négy évig egy 1683-as Stradivariuson játszhatott, majd öt évig a 2006-ban a Magyar Államtól kölcsönkapott, 1742-ben készült Ex-Kovács Dénes Guarneri del Gesù-hegedűn, 2024 óta 1737-es Ex-Rolla János Guarneri del Gesù hegedűn játszik, mely szintén a Magyar Állam tulajdona.

## Kelemen Kvartett
2010-ben hozta létre saját vonósnégyesét, melynek primáriusa. Tagjai voltak:
- Homoki Gábor (II. hegedű, brácsa)
- Kokas Katalin (II. hegedű, brácsa)
- Fenyő László (gordonka)

2021-ben újjáalakult a Kelemen Kvartett. Az alapító tagok (Kelemen Barnabás, Kokas Katalin) mellett további tagja Jonian Ilias Kadesha (hegedű) és Vashti Mimosa Hunter (cselló).
A kvartett 2011-ben a „6th Melbourne International Chamber Music Competition” 2. díj, Musica Viva Nagydíj és közönségdíj, valamint a „Beijing International Music Competition” megosztott 1. díja. 2012-ben az I. Végh Sándor vonósnégyesversenyen megosztva nyert a Benyounes Quartettel és közönségdíjas. 2014-ben a legrangosabb „Premio Paolo Borciani” kvartettverseny 1. díját nyerte az együttes a Keller-kvartett után második magyar vonósnégyesként.

## Érdemei
Főbb versenyeredményei
- Nemzetközi Szigeti József Hegedűverseny, 2. hely (1997)
- Salzburgi Mozart-verseny, 1. hely (1999)
- Kuhmoi Trio verseny (Bogányi Gergellyel és Bogányi Tiborral), 1. hely (1999)
- Brüsszeli Erzsébet királynő hegedűverseny, 3. hely (2001)
- Indianapolisi Nemzetközi hegedűverseny, 1. hely és nyolcból hat különdíj, valamint az 1683-ban készült Ex-Gingold Stradivari hegedű és Tourte vonó négyéves használati joga (2001)

## Díjai
- Végh Sándor-díj (2001)
- Liszt Ferenc-díj (2003)
- Rózsavölgyi-díj (2003)
- Popescu zenetudományi-díj (2003)
- Diapason D’or díj (2003)
- Gramophon-díj (2003)
- A Magyar Köztársasági Érdemrend lovagkeresztje (2006)
- Prima díj (2007)
- Junior Prima díj (2008)
- Kossuth-díj (2012)
- Bartók–Pásztory-díj (2020)

## Felvételei
| Megjelenés          | Cím                                                                                              | Közreműködők                                                                               | Kiadó                         |
| ------------------- | ------------------------------------------------------------------------------------------------ | ------------------------------------------------------------------------------------------ | ----------------------------- |
| 2000. november 03.  | Liszt: Complete Works for Violin and Piano                                                       | Bogányi Gergely, Fekete Attila                                                             | Hungaroton                    |
| 2002. október 01.   | Haydn, Johann Michael: Complete Violin Concertos                                                 | Erkel Ferenc Kamarazenekar, Áldor Lili                                                     | Hungaroton                    |
| 2002. október 22.   | Brahms: Violin Sonatas Nos. 1-3, Opp. 78, 100, 108                                               | Vásáry Tamás                                                                               | Hungaroton                    |
| 2002. november 30.  | Romberg, A. / Romberg, B.: Duos for Violin and Cello                                             | Kousay H. Romberg, Andreas J. Romberg                                                      | Hungarorton                   |
| 2006.               | Bartók Béla: Szólószonáta hegedűre, 44 duó két hegedűre                                          | Kokas Katalin                                                                              | BMC Records                   |
| 2006. július        | Violin Recital: Barnabas Kelemen                                                                 | Nagy Péter                                                                                 | Naxos                         |
| 2006. október 14.   | Duos for Violin and Viola                                                                        | Kokas Katalin                                                                              | Hungaroton                    |
| 2007. március 26.   | Bartók Új Sorozat, Vol. 4: Rapszódia, Sz.27 / Scherzo, Sz.28 / Hegedűverseny, Op. posth., Sz.36  | Kocsis Zoltán, Budapest Fesztiválzenekar, Fischer Iván, Hungarian Philharmoiónic Orchestra | Hungaroton                    |
| 2008. január 11.    | Mozart - Complete Works for Violin and Orchestra [DVD]                                           |                                                                                            | Hungaroton                    |
| 2008. március 31.   | Bartók Új Sorozat: Negyvennégy duó – Magyar népdalok                                             | Kocsis Zoltán, Juhász Zoltán, Kokas Katalin                                                | Hungaroton                    |
| 2010. január 24.    | Bartók Új Sorozat, Vol. 9: Hegedűveseny, Sz.112 / 1. és 2. rapszódia, Sz.87 & Sz.90              | Nemzeti Filharmonikus Zenekar, Kocsis Zoltán                                               | Hungaroton                    |
| 2012.               | Kelemen Quartet - Mozart: Dissonance / Bartók No. 5.                                             | Kokas Katalin, Homoki Gábor, Kokas Dóra                                                    | Hunnia Records                |
| 2012. december 05.  | Bartók Új Sorozat, Vol. 15: Sonatas for Violin & Piano Nos 1, 2 / Sonata for Solo Violin, Sz.117 | Kocsis Zoltán                                                                              | Hungaroton                    |
| 2015.               | Kelemen Quartet – Live concert from Lockenhaus                                                   | Kokas Katalin, Homoki Gábor, Fenyő László                                                  | Hunnia Records                |
| 2015.               | Kelemen Quartet – Schubert String Quartet in D minor (D. 810, "Death and the Maiden")            | Kokas Katalin, Homoki Gábor, Fenyő László                                                  | Hunnia Records                |
| 2016.               | Ryan Wigglesworth: Echo and Narcissus, Hallé, Ryan Wigglesworth                                  | Claire Booth, Pamela Helen Stephen, Mark Padmore, RSVP Voices, Ryan Wigglesworth           | NMC Recordings,               |
| 2016. augusztus     | Hommage à Fritz Kreisler                                                                         | Kocsis Zoltán                                                                              | BMC Records                   |
| 2019. augusztus 30. | Veress String Trio / Bartók Piano Quintet                                                        | Nicolas Altstaedt, Vilde Frang,Kokas Katalin, Lawrence Power, Alexander Lonquich           | Alpha Records                 |
| 2020.               | Krzysztof Penderecki - Horn and Violin Concertos                                                 | Krzysztof Penderecki, Michał Dworzyński, Radovan Vlatković, London Philharmonic Orchestra  | London Philharmonic Orchestra |
| 2021. június 11.    | Kodály: Duo for Violin and Violoncello, Op. 7 - Dvořák: Piano Trio, Op. 90 "Dumky"               | Nicolas Altstaedt, Alexander Lonquich                                                      | Alpha Records                 |
| 2022. március 4.    | Zoltán Kodály: Chamber Music for Cello                                                           | Mark Coppey, Matan Porat                                                                   | Audite                        |
| 2022. december 30.  | Jean-Marie Leclair: The Complete Sonatas for Two Violins - Double CD                             | Kokas Katalin                                                                              | Hunnia Records                |
| 2023. október 11.   | Brahms, The Complete Sonatas for Violin and Piano - 'alla zingarese'                             | Balázs János                                                                               | Hunnia Records                |